# 이종애
이종애(李宗愛, 1975년 3월 18일 ~ )는 대한민국의 농구 선수, 지도자로 선수 시절 포지션은 센터이다. 한국여자프로농구 (WKBL) 통산 최다 블록 기록을 보유하고 있으며, 블록슛의 여왕이라 불렸다. 현재 부산 BNK 썸 코치로 활동 중이다.

## 초기
인천용현초등학교와 신흥여자중학교 시절에는 높이뛰기 선수로 활동하였다. 이후 176cm의 큰 키를 유심히 본 심욱규 인성여자고등학교 감독의 권유를 받은 부모님의 설득으로 농구 선수로 전향하였다.

## 경력

### 선수
인성여자고등학교를 졸업했으며 1993-1994 농구대잔치때 SK증권에 입단하였으며 1998년 SK증권 여자농구단의 해체로 상업은행에 입단하였다. 우리은행 소속이던 2003 겨울리그, 2003 여름리그, 2005 겨울리그 3번 우승을 했으며 2005년 11월 고아라와 함께 이경은, 염윤아와 구리 금호생명 팰컨스로 트레이드 되었다. 2006년 5월 FA자격을 얻고 용인 삼성생명 비추미로 이적했다. 187cm의 신장에 비해서 체중이 적게 나가는 편이라 다른 센터 포지션 선수들과 매치업에서 몸싸움에서 불리하다는 약점이 있지만 WKBL 통산 블록 862개(은퇴 후 기준)로 압도적 통산 블록 1위로 WKBL에서 블록슛의 여왕으로 불리기도 한다. 2010-2011시즌을 마지막으로 현역에서 은퇴를 선언했다.

### 지도자
은퇴 후에는 삼성생명 유소녀 강사로 활동하였으며, 2014년에는 용인대학교에 진학하였다. 2019년 3월에는 극동대학교 여자농구부의 감독으로 선임되었다.
2024년 부산 BNK 썸 수석코치로 부임하였다.

## WKBL 기록

### 정규리그
| 시즌 | 팀   | G   | MPG   | 2P%  | 3P%  | FT%  | RPG  | APG  | SPG  | BPG  | PPG   |
| ---- | ---- | --- | ----- | ---- | ---- | ---- | ---- | ---- | ---- | ---- | ----- |
| 합계 | 합계 | 407 | 34:38 | 50.3 | 10.0 | 67.0 | 7.49 | 1.48 | 0.66 | 2.12 | 12.88 |

## 수상

### 국가대표팀
- 1996년 애틀랜타올림픽 대표 선수
- 1997년 제17회 ABC대회 대표팀(우승)
- 1998년 세계선수권대회 대표선수
- 1998년 방콕아시안게임 대표 선수(동메달)
- 1999년 제18회 ABC대회 대표팀(우승)
- 2000년 시드니 올림픽 대표선수(4위)
- 2001년 제19회 ABC대회 대표팀(3위)
- 2002년 세계선수권대회 대표선수(4강)
- 2002년 부산아시안게임 대표선수(은메달)
- 2004년 제20회 ABC대회 대표선수(3위)
- 2004년 아테네 올림픽 대표선수
- 2005년 제21회 ABC대회 대표선수(준우승)
- 2008년 베이징 올림픽 대표선수

### 개인
- 11× WKBL 블록상: 1999 겨울, 1999 여름, 2000 겨울, 2000 여름, 2001 겨울, 2005 겨울, 2005 여름, 2008, 2009, 2010, 2011
- WKBL 베스트 5: 2003 여름
- 5× WKBL 우수수비선수상: 1999 겨울, 2001 여름, 2003 여름, 2006 겨울, 2006 여름
- WKBL 모범선수상: 2002 여름
- WKBL 우수선수상: 1999 겨울
- WKBL 올스타전 MVP: 2011